# Уэст, Моррис
Моррис Лангло Уэст (англ. Morris Langlo West; 26 апреля 1916 — 9 октября 1999) — австралийский писатель, драматург, публицист.

## Биография
С 1946 года опубликовал более двадцати романов и повестей, в том числе детективных.
Всемирную славу ему принёс роман «Адвокат дьявола», за который он получил премию Джеймса Тейта Блэка). Многие произведения были экранизированы: «Башмаки рыбака», «Адвокат дьявола» (1977 года), «Саламандра» и другие.

## Публикации на русском языке
- Адвокат дьявола: Главы из романа / Перевод Виктора Вебера // Наука и религия. — 1989. — №№ 11-12; 1990. — № 1.